# Antonio Solera
Antonio Solera (Milano, 1786 – San Pellegrino, 15 luglio 1848) è stato un patriota, magistrato e avvocato italiano; carbonaro, condannato a morte nel 1820, fu recluso nella fortezza dello Spielberg.

## Biografia
Figlio di Giuseppe Solera, un magistrato che appoggiò il dominio napoleonico e che nel 1802 prese parte alla Consulta di Lione, Antonio Solera entrò anch'egli nei ranghi della magistratura del Regno d'Italia napoleonico. Nel 1810 era giudice presso la corte di giustizia di Ferrara e, quando nel 1815 Ferrara venne assegnata dal Congresso di Vienna allo Stato Pontificio, Solera esercitò per qualche tempo la professione di avvocato. Rientrò successivamente nei ranghi della magistratura del Regno Lombardo-Veneto e più tardi fu pretore a Lovere. Nello stesso 1815 Antonio Solera, che aveva sposato Marianna Borni (o Bormi) di Iseo, divenne padre di Temistocle, il futuro librettista.
Probabilmente già nel 1815 Solera fu affiliato alla Carboneria, una organizzazione alla quale aderivano molti fra gli scontenti della situazione politica imposta in Italia dalla Restaurazione e detestavano il dominio austriaco. Come nelle organizzazioni di Buonarroti, anche nella Carboneria gli adepti erano divisi in vari gradi: i membri dei gradi superiori aderivano a un programma radicale giacobino, quelli dei gradi inferiori a un programma costituzionale liberale. Secondo la testimonianza di Foresti, Solera apparteneva alla struttura superiore della setta, detta Guelfia, con compiti di direzione teorica, mentre la carboneria vera e propria possedeva un ruolo puramente esecutivo. Solera fu arrestato il 16 gennaio 1820, assieme ai carbonari di Fratta Polesine, con l'accusa di alto tradimento e cospirazione contro il governo austriaco. In base alla testimonianza di Piero Maroncelli nelle «Addizioni alle Mie Prigioni» del Pellico, durante gli interrogatori Antonio Solera mostrò grande coraggio e abilità nel difendere sé e i suoi compagni dalle accuse degli inquirenti. Condannato a morte nel marzo 1821, l'11 dicembre 1821 ebbe commutata la pena alla reclusione di vent'anni di carcere duro. Fu detenuto nella fortezza dello Spielberg, dove fu compagno di cella dapprima di Antonio Oroboni, poi di don Marco Fortini. Fu liberato infine nel maggio 1828, dopo otto anni di reclusione; la grazia gli fu concessa per le continue istanze, presso la corte di Vienna, del fratello Rinaldo e del vescovo di Brescia.
Nel 1838 uscirono in Francia le memorie di Alexandre-Philippe Andryane, recluso anch'egli per otto anni nello Spielberg. Secondo Andryane, allo Spielberg Antonio Solera sarebbe stato una spia degli austriaci. Solera protestò la propria innocenza, citando in giudizio l'Andryane, aiutato in ciò dalla nipote Laura. Scrisse inoltre un memoriale che conteneva in appendice una lettera di solidarietà e amicizia di Federico Confalonieri, ma la censura austriaca ne vietò la pubblicazione e il memoriale poté uscire solo nel 1848. Andryane fu costretto a una ritrattazione pubblicata nelle edizioni successive, in francese e in italiano.

## Nella cultura di massa
Antonio Solera sarà il protagonista di un dramma giovanile di Pier Paolo Pasolini, La sua gloria (1938). In realtà Pasolini ne modificherà il nome di battesimo, attribuendogli, in luogo di Antonio, quello di "Guido", il nome del proprio fratello Guido, all'epoca tredicenne, il quale nel 1945 sarà trucidato nell'eccidio di Porzûs.